# 莫里茨·冯·施温德

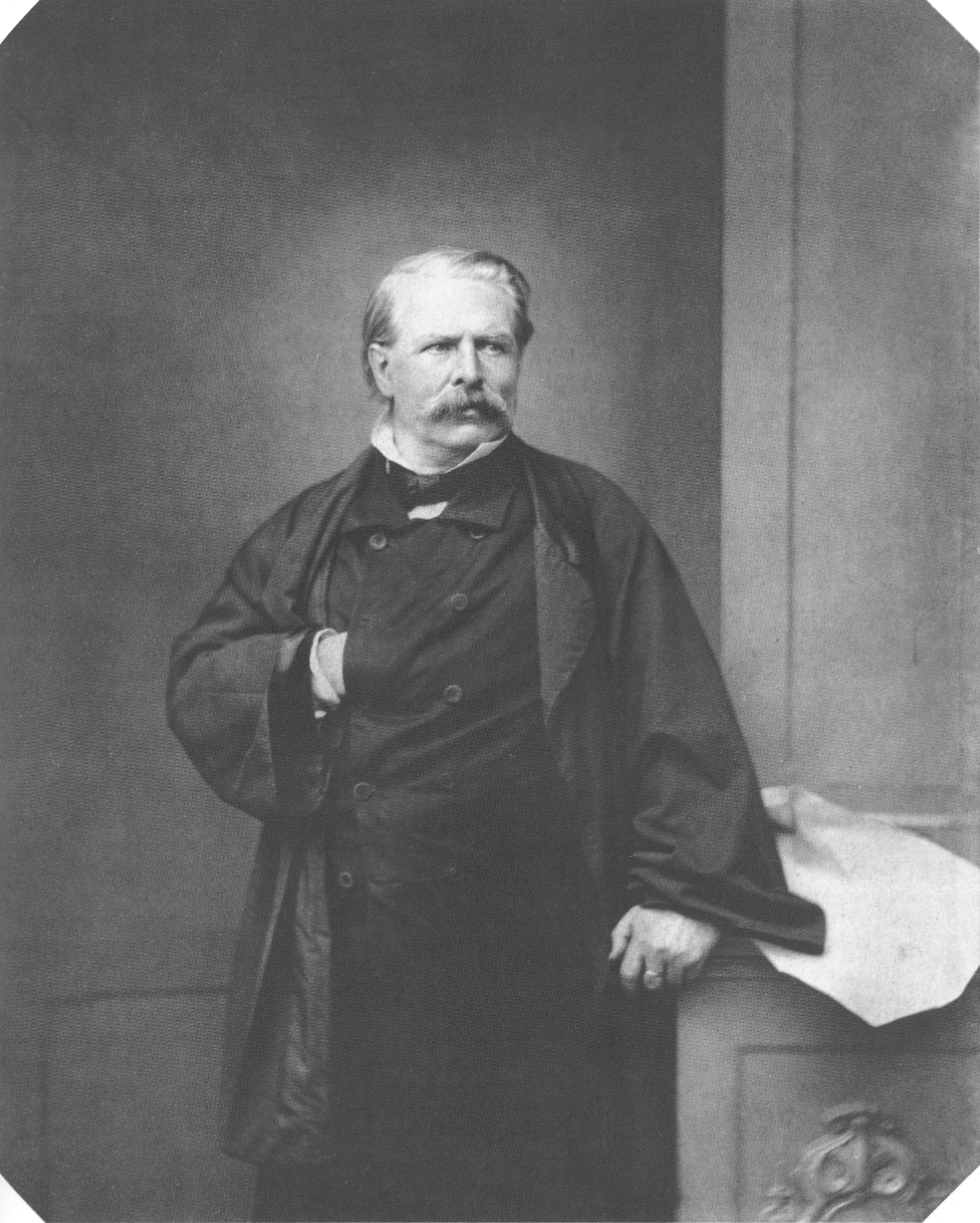
1860年时的施温德

莫里茨·冯·施温德（德語：Moritz von Schwind，1804年1月21日—1871年2月8日），奥地利画家，出生于维也纳，在当地接受教育。曾经和舒伯特是好朋友，并为舒伯特的歌曲作过插图。1828年，他前往慕尼黑，在当时柯内留斯任院长的学院学习，1834年，他受路德维希一世的委托，为其新宫殿绘制壁画，在同时他还绘制年历，并为歌德的诗歌创作插图，并因此受到重视而获得多项委托。

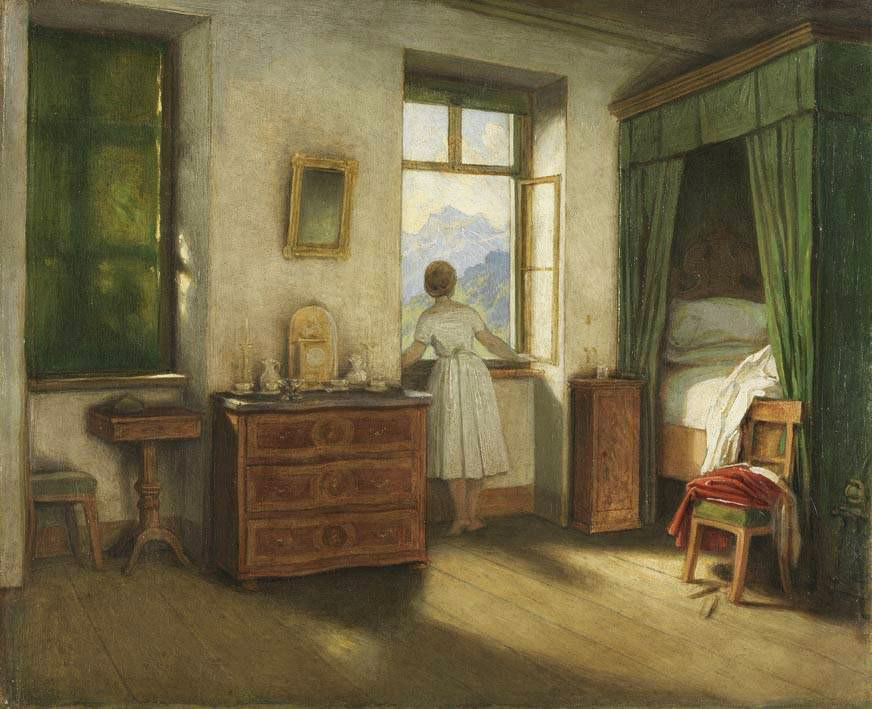
《早晨》1858年

当时德国处于艺术复苏时期，施温德对诗歌情有独钟，他于1839年，在卡尔斯鲁学院在莱比锡的房子中，根据歌德诗歌的原意绘制了《邱比特和普塞克》的故事，他还为位于巴伐利亚 第罗尔的旧天鹅堡绘制了关于尼伯龙根之歌和意大利诗人塔索的《解放耶路撒冷》的壁画，也因此获得“诗人画家”的称号。
从1844年，他定居在法兰克福，从事油画创作，其间于1846年为瓦特堡绘制了壁画《歌手大赛》设计草图，并为歌德的多部书籍绘制插图。
1847年，他回到慕尼黑，被任命为慕尼黑学院的教授，8年以后，他完成了在瓦尔特堡绘制《歌手大赛》和匈牙利的圣伊丽莎伯的历史壁画，他的声望达到了顶点，专门为他举办了一个音乐节，他亲自在其中和其他琴手一起演奏小提琴。
1857年，他为格林童话《七只渡鸦》绘制了连环画，同年，他到英国，为路德维希一世考察曼彻斯特的艺术珍品，他又为哥拉斯格教堂设计了镶嵌花玻璃窗图案。晚年他回到维也纳，为国家歌剧院的走廊绘制了纪念伟大的音乐家的图画，柯内留斯评价说：“你将音乐的美妙转化为图象艺术”。这期间他只创作了连环画《小女巫梅露欣》。
他在巴伐利亚的尼德泡金逝世，被安葬在慕尼黑的老公墓中。

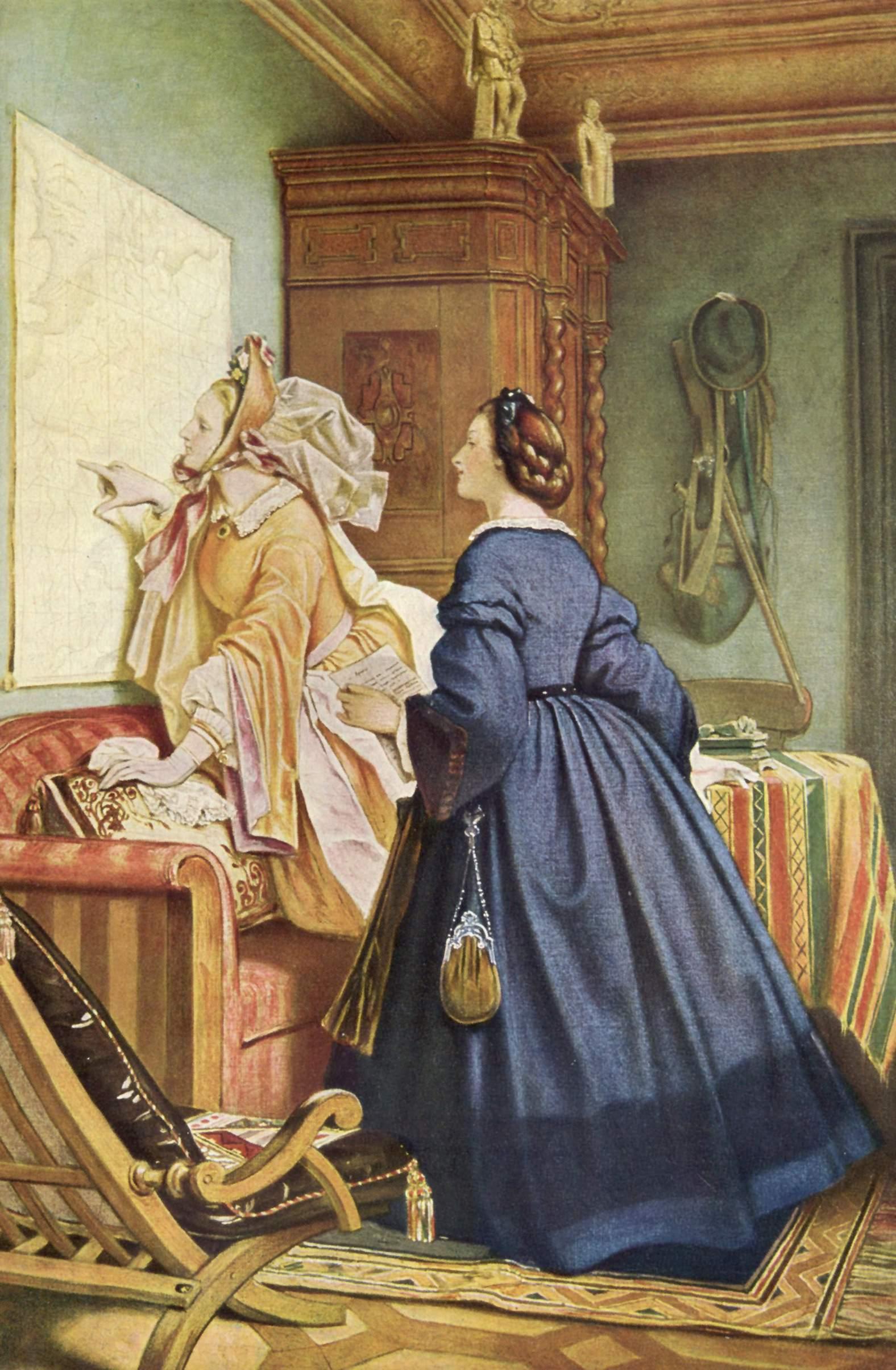
《画家家中》约1860年

## 风格
施温德的绘画具有抒情的风格，他的作品许多是取材于民歌、骑士故事和诗歌。作品轻松通俗。